# Borderlands 2
Borderlands 2 – gra first-person shooter osadzona w konwencji science-fiction, będąca kontynuacją wydanej w 2009 roku gry Borderlands. Stworzona została przez Gearbox Software i wydana przez 2K Games 18 września 2012. Do lipca 2013 roku gra sprzedała się w liczbie 7 milionów egzemplarzy. W 2014 roku została wydana gra Borderlands: The Pre-Sequel!, której akcja rozgrywa się pomiędzy wydarzeniami z Borderlands i Borderlands 2.

## Fabuła
Pięć lat minęło od wydarzeń z Borderlands, kiedy to poszukiwacze skarbca ujawnili jego sekrety. Mężczyzna o przydomku Handsome Jack przywłaszczył sobie ich osiągnięcie i całe bogactwo ze skarbca, co pozwoliło mu przejąć firmę Hyperion i objąć zwierzchnictwo nad Pandorą. Obiecując oczyścić bezprawną planetę, Jack rozpoczyna prowadzić kampanię na rzecz zniszczenia obecnej ludności Pandory w celu jej uprzemysłowienia. Symbolem rządów Handsome Jacka jest baza zaopatrzeniowa w kształcie litery H orbitująca wokół Pandory.

## Produkcja
Studio Gearbox oficjalnie zapowiedziało grę i uruchomiło jej stronę internetową 3 sierpnia 2011 roku. Premierę wyznaczono na rok fiskalny 2013. W listopadzie producent gry ogłosił, że szuka kobiety podobnej do Lilith – grywalnej postaci z Borderlands. W styczniu kolejnego roku ogłoszono, że odtwórczynią została Australijka Yasemin Arslan. Brała ona udział w reklamowaniu gry na różnych festiwalach i spotkaniach prasowych.
Wydawca gry poinformował, że liczba zamówień w Wielkiej Brytanii na grę przed premierą jest największa ze wszystkich gier wydanych do tej pory przez 2K Games. Polski dystrybutor Cenega ogłosił, że zamówienia przedpremierowe na grę w Polsce złożyło 10 razy więcej osób niż na Borderlands.
Jednym z elementów promocji gry było wydanie specjalnego filmu i gry, które według Gearbox pochodzą z 1989 roku. Gra jest 16 bitową konwersją Borderlands 2 a materiał wideo pokazuje dwójkę nastolatków kłócących się o to, kto pierwszy ma w nią zagrać.
20 sierpnia 2012 roku gra trafiła do tłoczni. Gra została wydana w Polsce w trzech edycjach, podstawowej i dwóch limitowanych.
Twórcy zapowiedzieli, że gra otrzyma cztery dodatki DLC. Pierwszy dodatek DLC o nazwie Captain Scarlett and Her Pirate's Booty został wydany 16 października 2012 roku. Dodaje on nowy wątek fabularny, który opowiada o grupie piratów dowodzonej przez jednooką kapitan Scarlett. Kolejny dodatek, Mr. Torgue’s Campaign of Carnage wydano 20 listopada. Jego akcja skupia się wokół nowej krypty zakopanej w centrum krateru. W celu otwarcia jej korporacja Torgue postanawia zbudować tam arenę.
Ścieżkę dźwiękową do Borderlands 2 stworzyli Jesper Kyd, Cris Velasco i Sascha Dikiciyan, a premiera nastąpiła równolegle z grą. 
W grze wykorzystano silnik fizyczny PhysX.
| Oryginalny soundtrack | Oryginalny soundtrack      | Oryginalny soundtrack           | Oryginalny soundtrack |
| Nr                    | Tytuł utworu               | Kompozytor                      | Długość               |
| --------------------- | -------------------------- | ------------------------------- | --------------------- |
| 1.                    | „Ascent”                   | Cris Velasco i Sascha Dikiciyan |                       |
| 2.                    | „Ash”                      | Jesper Kyd                      |                       |
| 3.                    | „Caverns”                  | Jesper Kyd                      |                       |
| 4.                    | „Glacial”                  | Jesper Kyd                      |                       |
| 5.                    | „Crater Lake”              | Cris Velasco i Sascha Dikiciyan |                       |
| 6.                    | „Dam Interior”             | Cris Velasco i Sascha Dikiciyan |                       |
| 7.                    | „Dam Top”                  | Jesper Kyd                      |                       |
| 8.                    | „Fyrestone”                | Jesper Kyd                      |                       |
| 9.                    | „Hyperion”                 | Cris Velasco i Sascha Dikiciyan |                       |
| 10.                   | „Ice”                      | Jesper Kyd                      |                       |
| 11.                   | „Interlude Combat”         | Jesper Kyd                      |                       |
| 12.                   | „Interlude Ambient”        | Jesper Kyd                      |                       |
| 13.                   | „Lynchwood”                | Cris Velasco i Sascha Dikiciyan |                       |
| 14.                   | „Lynchwood Sheriff Combat” | Cris Velasco i Sascha Dikiciyan |                       |
| 15.                   | „Main Menu”                | Jesper Kyd                      |                       |
| 16.                   | „Jack Final Boss”          | Jesper Kyd                      |                       |
| 17.                   | „Pandora Park”             | Jesper Kyd                      |                       |
| 18.                   | „Sanctuary”                | Jesper Kyd                      |                       |
| 19.                   | „Bandit Slaughter”         | Raison Varner                   |                       |
| 20.                   | „The Fridge”               | Jesper Kyd                      |                       |
| 21.                   | „Tundra Express”           | Cris Velasco i Sascha Dikiciyan |                       |
| 22.                   | „Warrior Boss”             | Cris Velasco i Sascha Dikiciyan |                       |
| 23.                   | „Vog Fight”                | Cris Velasco i Sascha Dikiciyan |                       |

## Odbiór gry
Borderlands 2 zostało pozytywnie odebrane przez media. Na serwisie Metacritic średnia ocen wynosi kolejno 89%, 89% i 91% na platformy Windows, Xbox 360 i PlayStation 3. Krytycy opisywali grę jako dobry przykład kontynuacji, a także chwalili tryb kooperacji i radość płynącą z grania.